# Zeinat Sedki
Zeinat Sedki (en arabe : زينات صدقي est une actrice égyptienne, née en 1912, et morte en 1978, ayant tourné dans un très grand nombre de films, plus de 150. Même si elle a joué également au théâtre, c'est à ses multiples rôles au cinéma qu'elle doit sa notoriété en Égypte.

## Biographie
Zeinat Zedki, née Zeinab Mohamed Mosaad le 4 mars 1912, a une adolescence difficile. À 15 ans, son père l'oblige à abandonner l'école et à épouser un homme beaucoup plus âgé qu’elle. Elle divorce un an après. Ce n’est qu’après la mort de son père qu'elle reprend son rêve de devenir une artiste. Elle commence sa carrière artistique comme danseuse du ventre, et adhère en parallèle à une association d’artistes au début des années 1930, puis rejoint en 1935 une troupe de théâtre formée par  Naguib el-Rihani. Cette décision n’a pas l’aval de sa mère et de sa famille, aussi décide-t-elle de s'enfuir avec une amie, et d’adopter un nom de scène,,.
Elle fait ses débuts au cinéma dès 1934, dans un film de Mario Volpe, L'Accusation. Mario Volpe est un réalisateur italien auteur, quelques années auparavant,  du premier long-métrage sonore égyptien. Mais le film qui la révèle au public égyptien et qui lance sa carrière cinématographique est, selon l'actrice elle-même,  Monsieur veut se marier, d’Alexandre Farkache, sorti en 1936, avec, dans les rôles principaux, Aziza Amir et Naguib el-Rihani, considéré à l’époque comme le plus grand acteur comique égyptien. Dans ce film, elle interprète le rôle d'une femme de chambre d’origine  rurale. Elle reprendra plus tard le même rôle sur les planches  dans une adaptation théâtrale écrite par Naguib el-Rihani et Badie Khairy.
Après le succès du film, les propositions de rôle au cinéma affluent. Après la Seconde Guerre mondiale, l'âge d'or de la comédie dans le cinéma égyptien commence et les opportunités de tournage augmentent encore. Elle passe d’un tournage en 1944 à neuf films l'année suivante, et 24 en 1954. Bien que jouant essentiellement des seconds rôles, elle confère une énergie à ses interprétations, y insuffle sa joie, sa gaîté, sa vivacité et permet également d’adoucir les mélodrames. Elle devient très populaire,.
Elle interprète de nombreux rôles de servante, souvent amie intime de l’héroïne principale. N'est-elle pas le témoin de l'histoire d'amour entre le personnage interprété par Madiha Yousri et celui de Emad Hamdy dans le film Je pars ? N'est-elle pas  le refuge du personnage de Faten Hamama dans L'Ange injuste ? Elle joue également à plusieurs reprises un personnage de femme célibataire dans des films tels que Dahab, film d’Anwar Wagdi, L’École des filles, de Kamel al-Telmessani,  Le Fils de Hamido de Fatin Abdel Wahab en 1957, puis La Rue de l’amour de Ezz Eldine Zoulfikar. Elle tient dans ce film, sorti en 1958, sans doute un de ses plus beaux rôles.
Elle se voit aussi confier à plusieurs reprises le rôle de femmes propriétaires, modestes, louant des chambres aux nouveaux arrivants dans la capitale, peut-être par sa capacité à conférer sa gentillesse à un nouveau venu solitaire, même si elle semble plutôt sévère au premier abord. Elle joue de nombreux rôles comiques, notamment dans la série de films interprétés par Ismail Yasin, avec le nom de celui-ci dans le titre, où elle est bien souvent la mère de la bien-aimée du héros : Ismail Yasin dans la police en 1956, Ismail Yasin dans la marine, tous deux réalisés par Fatin Abdel Wahab, et Ismail Yasin à l’asile sorti en 1958, réalisé par Issa Karama. Elle joue encore le rôle de la belle-mère de Ismail Yasin dans Mademoiselle Hanafi en 1954. Il ne faut pas non plus ignorer son rôle de boulangère dans Le cœur a ses raisons réalisé en 1956 par Helmy Halim. En fait, dans ses personnages, elle incarne souvent la femme issue d'un milieu populaire, par ses valeurs et son vocabulaire, à un moment où les classes populaires égyptiennes commencent se rendre plus souvent dans les salles de cinéma. 
Au cours des dix dernières années de sa vie, les propositions de rôles se raréfient. Son dernier rôle est dans le film Une fille appelée Mahmoud, réalisé par Niazi Moustapha et sorti en 1975. Elle meurt le 2 mars 1978,.

## Filmographie (sélection)
- 1934 : Al-ittihâm [L’Accusation], de Mario Volpe.
- 1936 : Bisalamtouh ‘âwiz yitgawwiz [Monsieur veut se marier], d’Alexandre Farkache.
- 1944 : Berlanti de Youssef Wahbi
- 1949 : ’Ifrîtah hânim [Madame la diablesse], de Henry Barakat.
- 1950 : al-Batal [Le Héros], de Helmy Rafla.
- 1950 : al-Millionnaire [Le Millionnaire], de Helmy Rafla.
- 1953 : Zalamounî al-habâyib [Ceux que j’aime m’ont fait du tort], de Helmy Rafla.
- 1953 : Maw’id ma’ al-hayâh [Rendez-vous avec la vie], de Ezz Eddine Zoulficar.
- 1953 : Dahab, d’Anwar Wagdi.
- 1954 : Qouloub al-nâs [Les cœurs humains], de Hassan al-Imam.
- 1954 : al-Ânissah Hanafi [Mademoiselle Hanafi], de Fatin Abdel Wahab.
- 1954 : al Malâk al-zâlim [L’Ange injuste], de Hassan al-Imam.
- 1954 : Innîh râhilah [Je pars], de Ezz Eddine Zoulficar.
- 1955 : Madrasat al-banât [L’École des filles], de Kamel al-Telmessani.
- 1956 : Al-Qalb louh ahkâm [Le cœur a ses raisons], de Helmy Halim.
- 1957 : Ibn Hamido [Le Fils de Hamido], de Fatin Abdel Wahab.
- 1958 :  Châri’ al-houbb [La Rue de l’amour] de Ezz Eldine Zoulfikar.
- 1960 : Hallâq al-sayyidât [Coiffeur pour dames], de Fatin Abdel Wahab.
- 1975 : Bint ismouhâ Mahmoud [Une fille appelée Mahmoud], de Niazi Moustapha.